# Unitarianismo
L'unitarianismo è un movimento religioso nato all'interno del cristianesimo protestante che rifiuta l'idea di Trinità - la dottrina secondo cui in Dio sussistano tre persone coeterne e coeguali - e quindi pone in dubbio la divinità di Cristo e dello Spirito Santo in favore dell'unicità di Dio come solo Essere generatore. Si tratta di un concetto già presente in alcune correnti del cristianesimo primitivo, soprattutto fra gli ebioniti (II-III secolo) e gli ariani (IV e VIII secolo).

## Storia

### Origini moderne (1500-1700)
Il movimento moderno degli unitariani si può far risalire ai primi decenni del Cinquecento. I primi unitariani che lasciarono traccia di sé furono Martin Borrhaus detto Cellarius (1499-1564), Michele Serveto (1511-1553) e Bernardino Ochino (1487-1564). Serveto nel 1531 pubblicò il De Trinitatis erroribus, che «scandalizzò» protestanti e cattolici per aver attaccato il dogma trinitario. Serveto fu condannato a morte per eresia e fu messo al rogo dai calvinisti a Ginevra (Svizzera) nel 1553.
Due centri di diffusione del primo unitarismo furono la Polonia e la Transilvania.
La diffusione in Transilvania ebbe origine nel 1562, quando vi giunse, proveniente dalla Polonia, il medico italiano e dissidente religioso Giovanni Giorgio Biandrata, che convertì all'unitarianesimo Ferenc Dávid, il principale esponente del protestantesimo in Transilvania. Dávid era stato prima a capo della chiesa luterana, ma si era successivamente convertito al calvinismo. La lettura della famosa Christianismi restitutio (La restaurazione del cristianesimo) di Michele Serveto, di cui Biandrata gli aveva portato una copia, lo spinsero a scrivere a sua volta il De vera et falsa unius Dei, Filii et Spiritus Sanctii cognitione (Della falsa e vera conoscenza dell'unico Dio, Figlio e Spirito Santo), nel quale il riformatore transilvano ridicolizzava la dottrina della Trinità e perorava la causa della tolleranza religiosa per tutte le fedi. Questo discorso fu poi ripreso durante la dieta di Torda nel gennaio 1568, dove Giovanni II d'Ungheria, principe di Transilvania, riconobbe la piena libertà a tutte le confessioni religiose: fu la prima dichiarazione al mondo di tolleranza religiosa mai pronunciata da un regnante. Oltre a questo il principe aderì apertamente all'unitarianismo con molti nobili della corte e Dávid divenne il capo della Chiesa Unitariana di Transilvania. Poco dopo, però, Giovanni morì e l'unitarianismo fu avversato dai suoi successori. Nel frattempo Dávid aveva aderito alle idee portategli nel 1570 da Giacomo Paleologo, che disconosceva anche il ruolo guida di Gesù Cristo, ruolo riconosciuto invece da Biandrata e da Socini. Dávid fu imprigionato nel 1579, dopo una denuncia di Biandrata, e poco dopo morì.
Le comunità unitariane polacche divennero note sotto il nome di "Fratelli Polacchi" o sociniani, da Lelio Socini (o Sozzini, 1525-1562), un italiano che aveva subito l'influenza di Serveto e il cui nipote Fausto Socini (1539-1604) si recò in Polonia dove divenne uno degli esponenti di spicco del movimento. Dopo il 1574, quando Fausto Socini assunse la guida del gruppo, l'unitarianismo si diffuse più rapidamente. Il suo centro intellettuale era Raków, in Polonia, dove venne pubblicata nel 1605 una confessione di fede unitariana, il cosiddetto catechismo racoviano.
Durante il regno del re cattolico polacco Sigismondo III Vasa (dal 1587 al 1632) cominciò a delinearsi una reazione. La comunità di Rakow venne soppressa nel 1638. Nel 1658 gli unitariani vennero posti di fronte alla scelta di conformarsi alla dottrina tradizionale della Trinità o di andare in esilio. Molti scelsero l'esilio ed emigrarono nei Paesi Bassi, in Ungheria e in Inghilterra, dove diffusero l'unitarianismo. John Biddle (1615-1662) è comunemente considerato il fondatore dell'unitarianismo inglese. Tradusse il catechismo racoviano nel 1652. Il Parlamento inglese ne fece sequestrare e bruciare delle copie e fece imprigionare Biddle. Sebbene rilasciato per qualche tempo, egli fu nuovamente arrestato e morì in prigione.

### Dall'età dei lumi in poi 1700 - oggi

#### Inghilterra e Irlanda

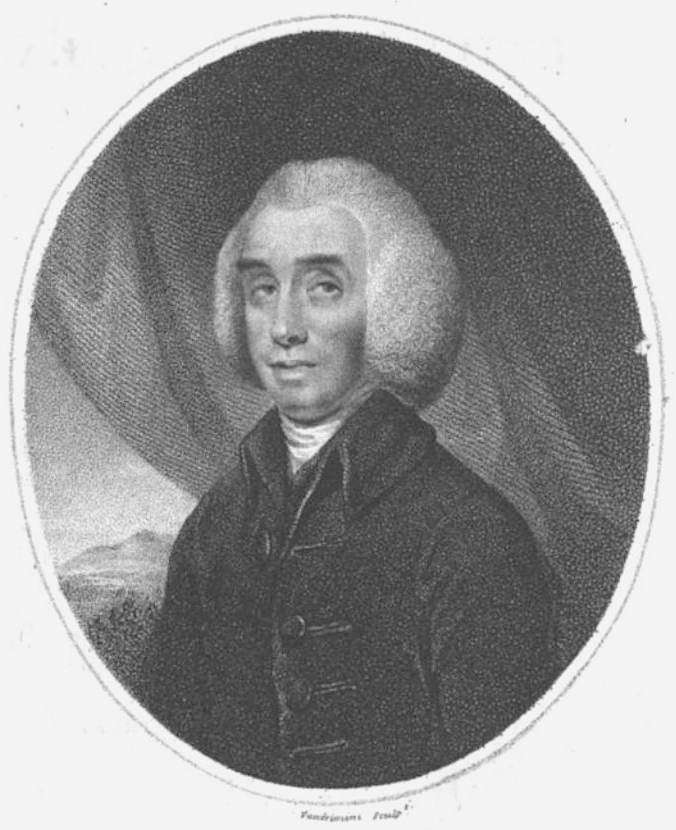
Theophilus Lindsey nel 1773 fondò a Londra, nella Essex Chapel, la prima comunità autonoma unitariana

Ma nell'atmosfera razionalistica del XVIII secolo, molte chiese presbiteriane inglesi e battiste generali un po' per volta adottarono idee sociniane e infine unitariane. Fra coloro che condivisero convinzioni vicine all'unitarismo ci furono il grande poeta inglese John Milton (1608-1674), autore del famoso poema biblico Paradiso perduto, Isaac Newton (1642-1727), che confutò nei suoi scritti la Trinità ed è a volte considerato un sociniano e la scrittrice e filosofa Harriet Martineau.
Nel 1703, a Dublino, Irlanda, Thomas Emlyn venne perseguito per aver negato la deità di Cristo. Nel 1726 un gruppo di presbiteriani liberali fondò un "presbiterio di unitariani non sottoscrittori".
Nel 1773 il liberale anglicano Theophilus Lindsey uscì dalla Chiesa d'Inghilterra e fondò a Londra, nella Essex Chapel, la prima comunità autonoma unitariana. Ora l'unitarismo si diffuse molto in fretta, grazie all'alacre lavoro di missionari, al vigore intellettuale dell'Accademia di Warrington (controllata dagli unitariani) e agli insegnamenti del famoso chimico scopritore dell'ossigeno e teologo Joseph Priestley (1733-1804).
Nel 1825 venne fondata la Società degli unitariani inglesi e stranieri. Nel 1830 nacque il Sinodo di contestatori dell'Ulster. Questi due gruppi unitariani si fusero nel 1835. Essi furono, e sono tuttora, più conservatori nelle loro opinioni degli unitariani inglesi.
Gli unitariani in Scozia erano sempre stati più conservatori di quelli di Inghilterra, e più vicini agli unitariani del XVII secolo come John Biddle, che a Joseph Priestley. Nel 1849, alcuni unitariani conservatori a Edimburgo e altrove si separarono e si unirono al movimento fondato da John Thomas, i cristadelfiani, che  unì una cristologia apertamente sociniana con la fede avventista. La creazione di chiese cristadelfiane in tutte le principali città della Scozia dal 1850-1870 ha effettivamente eliminato completamente l'ala fondamentalista del movimento unitariano.

#### Nord America
Nel nord America le dottrine unitariane si diffusero solo negli ultimi anni del secolo XVIII, in seno ai congregazionalisti nel New England. Il primo a autodefinirsi unitariani fu un episcopaliano, James Freeman. La King's Chapel, a Boston, divenne nel 1785 la prima Chiesa unitariana nel nuovo mondo. Dopo la rivoluzione, l'unitarismo americano conobbe un ritmo di crescita molto rapido. Esso fu incoraggiato da Joseph Priestley che era fuggito dall'Inghilterra in America nel 1794. W. E. Channing, ministro della Chiesa congregazionalista di Federal Street a Boston, dal 1803 aiutò a propagare la fede unitariana. Nel 1816 venne fondata la famosa scuola di teologia di Harvard, che in breve divenne il centro del pensiero unitariano.
Lo stesso Ralph Waldo Emerson, il grande filosofo statunitense, fu per alcuni anni pastore unitariano a Boston.
Nel 1825 le comunità unitariane che vivevano sparpagliate ovunque (come le loro consorelle in Inghilterra) si organizzarono sotto una sola denominazione confessionale, nota come Associazione americana unitariani, con il quartier generale a Boston. In Europa sono ancora presenti in Inghilterra, in Norvegia, in Svizzera e in Transilvania (Romania).
Appartenente alla Chiesa unitaria fu il filosofo e teologo statunitense Francis Ellingwood Abbot (1836 – 1903) cui si deve un tentativo di ricostruire la Teologia coerentemente al metodo della scienza. Sostenitore della "libera religione", egli affermò che il cristianesimo, se lo si intende come fondato sulla figura divina di Cristo, non può essere ormai ritenuto valido. Rifiutò ogni dogma e ogni asserzione di fede appoggiata alla Scrittura o alle parole del Credo, e volle insegnare il principio che la verità è alla portata di ogni individuo.

#### Italia
Le radici storiche dell'unitarianismo italiano affondano nei nuclei antitrinitari della Riforma radicale, che nel 1550 tennero concilio a Venezia, in condizioni di clandestinità, ma solo nel 1870 si formò a Milano, per impulso del patriota conte Ferdinando Bracciforti, la prima comunità unitariana ufficiale. Da essa germinò il giornale La Riforma del XIX secolo, che patrocinò un'inchiesta tra gli esponenti del Risorgimento nazionale e dell'Italia unitaria, dalla quale emerse che numerosi tra loro (ad esempio il ministro Terenzio Mamiani Della Rovere) avrebbero volentieri "sostituito" l'unitarianismo al Cattolicesimo come "religione di Stato", ipotesi impraticabile sia per il radicamento della Chiesa di Roma che per la natura libera, congregazionale, della fede unitariana.
Contatti con unitariani e simpatie per l'unitarianesimo ebbero anche Giuseppe Mazzini e Giuseppe Garibaldi.
Nel suo esilio a Londra, Mazzini conobbe gli unitariani più influenti, che gravitavano intorno alla Cappella di South Place, quali William Shaen (che lo aiutò anche a stabilire una scuola per bambini italiani a Londra), Peter Alfred Taylor (che presiedette poi la Società degli Amici d'Italia, fondata da Mazzini per raccogliere ed organizzare le attività dei rifugiati italiani e le simpatie straniere verso la causa dell'unità d'Italia) e Francis William Newman (che partecipò anche lui alle attività della Società degli Amici d'Italia). Mazzini tenne anche un discorso presso la South Place Chapel, edito poi nel 1872. La considerazione che gli unitariani anglo-sassoni avevano di Mazzini è tale che alla sua morte, nel 1872, furono organizzate commemorazioni in diverse congregazioni (a Londra, ma anche a Glasgow, come testimoniato da un sermone di John Page Hopps; nel 1878, poi, gli unitariani presero parte alla celebrazione di Mazzini a New York, in occasione della dedica di un busto, ancora presente, in Central Park). Le affinità tra il pensiero religioso mazziniano e l'unitarianesimo (quali la centralità dell'essere umano e l'apertura ad una religiosità che travalichi la tradizione cristiana) erano d'altronde tali da spingere M.J. Savage a definire Mazzini unitariano ed a porlo tra i riferimenti culturali dell'unitarianesimo nello scritto Our Unitarian Gospel – The good news of the blessed God del 1898. La considerazione di Mazzini per l'Unitarianesimo è, invece, palesata nel suo scritto Dell'Ungheria, nel quale egli afferma: "La riforma del Cristianesimo è innanzi molto (nell'Ungheria). Il Socinianesimo conta numerosi proseliti. Molte chiese portano in fronte l'iscrizione: Uni Deo; e la Transilvania racchiude più cristiani unitari, che non altri paesi del continente europeo. La religione unitaria, fondata sul libero esame e sull'autorità inviolabile della umana ragione, presenta uno dei filosofici sensi dell'Evangelio. E la libertà del pensiero nelle dottrine filosofiche e religiose è scala alla politica libertà"(Dell'Ungheria, vol. III, pp. 111–112).
Giuseppe Garibaldi figura, invece, tra gli abbonati della rivista La Riforma del XIX secolo, organo degli unitariani italiani che si raccolsero intorno a Ferdinando Bracciforti. Traendo spunto da alcuni scritti di Garibaldi agli operai genovesi, Pietro Sbarbaro, professore ed irruente polemista, anch'egli unitariano e collaboratore della rivista, afferma che la "religione di Dio" propugnata da Garibaldi altro non è che l'unitarianesimo. Due numeri più tardi è pubblicata la risposta di Garibaldi stesso, che, senza professarsi unitariano, non rifiuta, però, il paragone e lo interpreta anzi come un incoraggiamento a proseguire nel professare la sua posizione religiosa.
Nel secondo decennio del Novecento si formò, ad opera del pastore Gaetano Conte, l'Associazione Italiana dei Liberi Credenti, di orientamento apertamente unitariano ma mirante, dopo le difficoltà incontrate dalla comunità milanese, a fungere da "lievito" nei confronti del protestantesimo italiano più che a sviluppare una dimensione ecclesiale autonoma.
Nel 1934 aderì ufficialmente alla Chiesa Unitariana Camillo Olivetti, fondatore di una celebre dinastia industriale, che aveva scoperto l'unitarianesimo studiando negli Stati Uniti presso la Stanford University. Olivetti seguì i congressi unitariani di Parigi e Londra ed aprì una sede unitariana a Milano. Si avvicinò all'Unitarianesimo anche Giovanni Pioli, ex sacerdote cattolico, modernista, allievo dello storico e teologo Ernesto Buonaiuti. Incoraggiato da Olivetti stesso, Pioli fu autore di un notevole saggio sulle radici storiche dell'Unitarianesimo dal titolo Fausto Socino: vita, opere, fortuna: contributo alla storia del liberalismo religioso moderno (Modena: Guanda, 1952)
All'inizio degli anni '60 si avvicinò al cristianesimo unitariano Umberto Pagnotta (1932-2019), docente di filosofia, che unì alcune persone in una Comunione Unitariana Italiana, la cui esperienza si concluse alla fine degli anni '80. Ad essa aderì, nel 1978, l'ex studente Michele Moramarco. La predicazione unitariana fu richiesta a Reggio Emilia, dove alla fine del decennio venne aperta una piccola cappella. L'attività degli Unitariani a Reggio Emilia resta documentata dall'articolo del rev. Frank Walker sull'organo unitariano inglese The Inquirer (Unitarians in Italy, 22 novembre 1986). Lo stesso Walker, ministro della Unitarian Church di Cambridge (Inghilterra), celebrò il primo battesimo unitariano (o "dedicazione") in Italia, quello di Graziano Moramarco.
Successivamente Michele Moramarco, dopo un tentativo di revival della Universalist Church of America in sinergia con Joseph L. Gentili - che contestava la deriva liberal dell'unitarianesimo statunitense - si avvicinò alla religione zoroastriana interpretata in chiave universalista, per avviare poi una Fraternità Mazdea Cristiana, mirante a una forma ecumenica, fondata sulla visione di una parentela spirituale fra Zarathustra e Gesù. Occupatosi poi della corrente anglicana detta "latitudinaria" e della vicenda spirituale di Charles Loyson, è approdato a una comunità "pan-cristiana" (Holy Spirit Universal Tabernacle), contestualmente riprendendo - agli inizi del 2019 - una testimonianza ecclesiale riformata universalista.
In Italia le due anime dell'unitarianismo, cristiana e universalista, che dall'inizio del nuovo millennio sono in ripresa, pur partendo da una solida base comune han deciso un cammino parallelo, seguendo una tendenza per altro comune già in molte parti del mondo. Vi sono così:
1. Gli Unitariani Universalisti, credono nell'inerente valore e dignità di ogni persona e nella libera e responsabile ricerca della verità e del significato della vita senza imporre dei dogmi religiosi. Nata come denominazione cristiana, nel tempo la "Chiesa della Mente Aperta" (così si chiama la Chiesa degli Unitariani Universalisti, in Italia) è diventata un luogo di incontro e di crescita spirituale di persone di ogni fede e di nessuna.
2. I Cristiani Unitariani, invece, pur nel totale rispetto e tolleranza di ogni altra cultura, conservano la centralità del Gesù storico, il rifiuto della Trinità (la natura divina di Gesù Cristo), ed una struttura confessionale organizzata in chiese.

## Prime pubblicazioni
Le prime pubblicazioni a carattere teologico e pastorale della Chiesa unitaria furono, in ordine: Theological Repository di Priestley (pubblicato dal 1769 al 1788), il Monthly Repository (in stampa dal 1806 al 1838), The Christian Reformer (dal 1834 al 1863),The Christian Teacher (1835–1844), The Prospective Review (1845–1854), The National Review (1855–1864), Theological Review (1864–1879), e The Hibbert Journal, una delle iniziative editoriali dell'Hibbert Trust, fondato da Robert Hibbert (1770-1849) e chiamato originariamente Anti-trinitarian Fund. A partire dal 1853, quest'ultimo assegnò borse di studio a studenti e dottorandi in teologia, supportando una conferenza annuale negli anni dal 1878 al 1894.